# Mașină sport

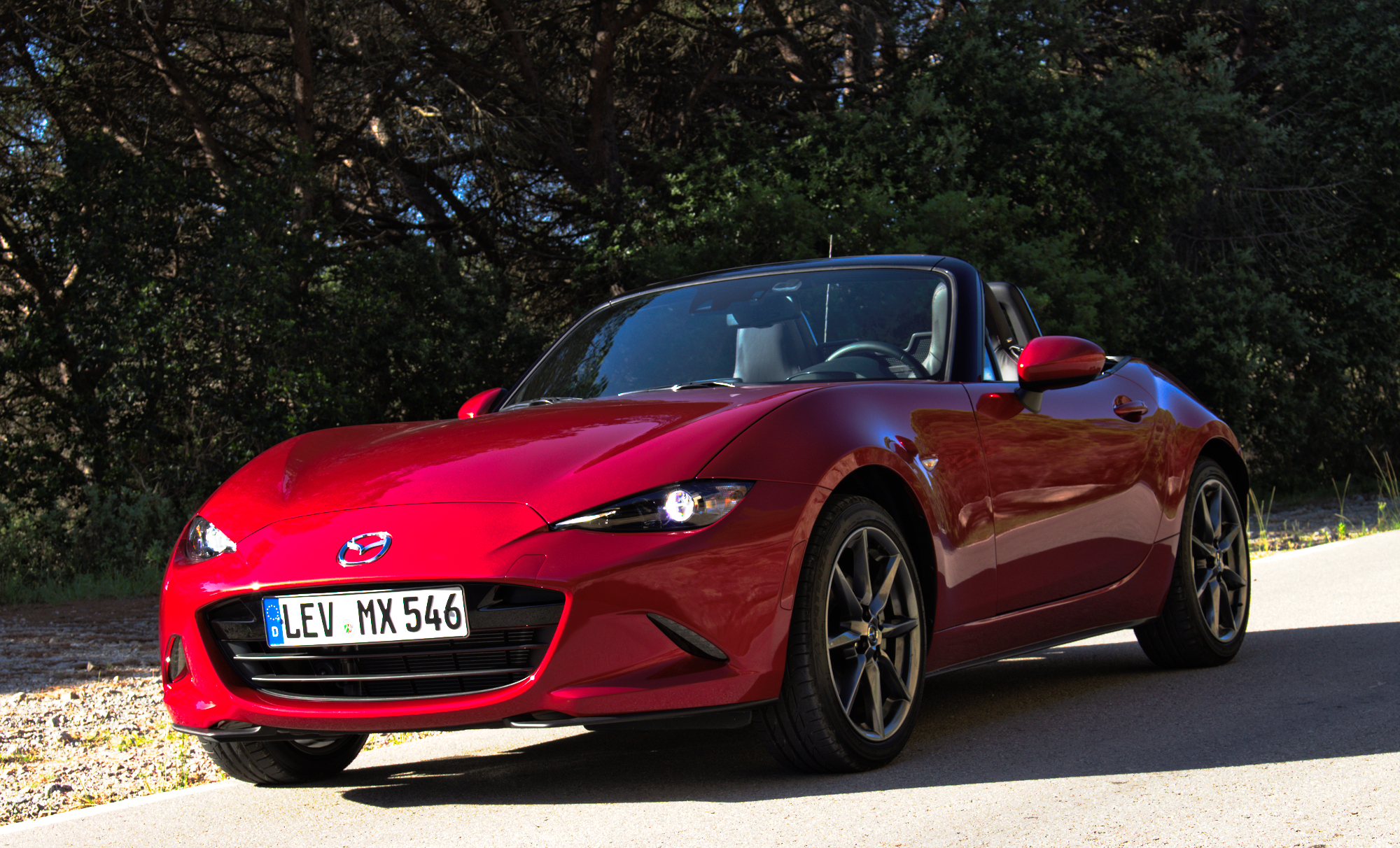
Mazda MX-5, cea mai bine vândută mașină sport din lume

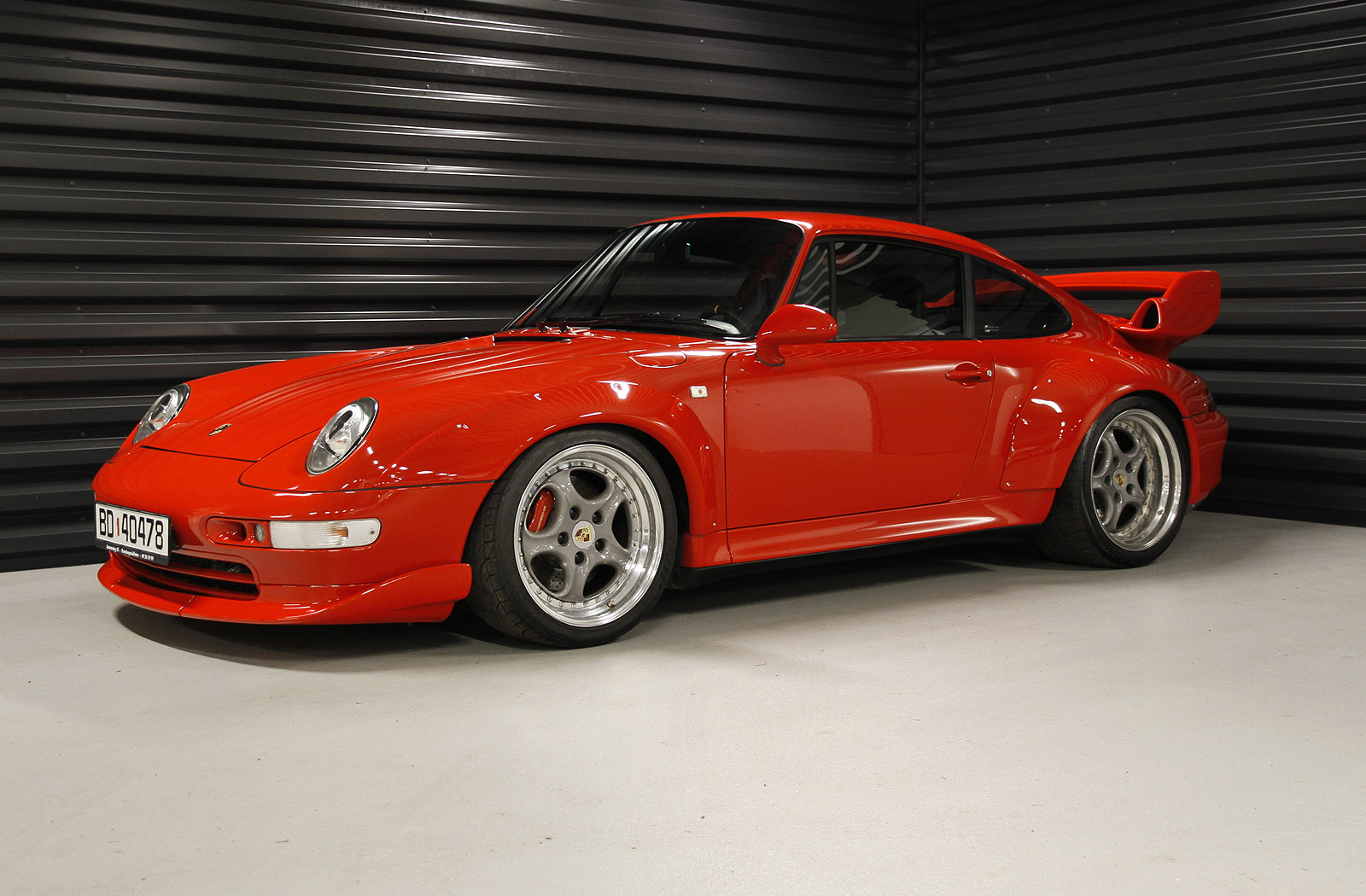
Porsche GT2 din 1996 - un model omologat pentru curse de mașini sport

O mașină sport este un automobil proiectat cu accent pe performanța dinamică, cum ar fi manevrabilitatea, accelerația, viteza maximă, fiorul condusului și capacitatea de curse. Mașinile sport au apărut în Europa la începutul anilor 1900 și sunt produse în prezent de mulți producători din întreaga lume.